# História do Sudão do Sul
A História do Sudão do Sul compreende a história do estado soberano independente situado no sul do Sudão e a população que habita.

## História antiga

### Expansão nilótica

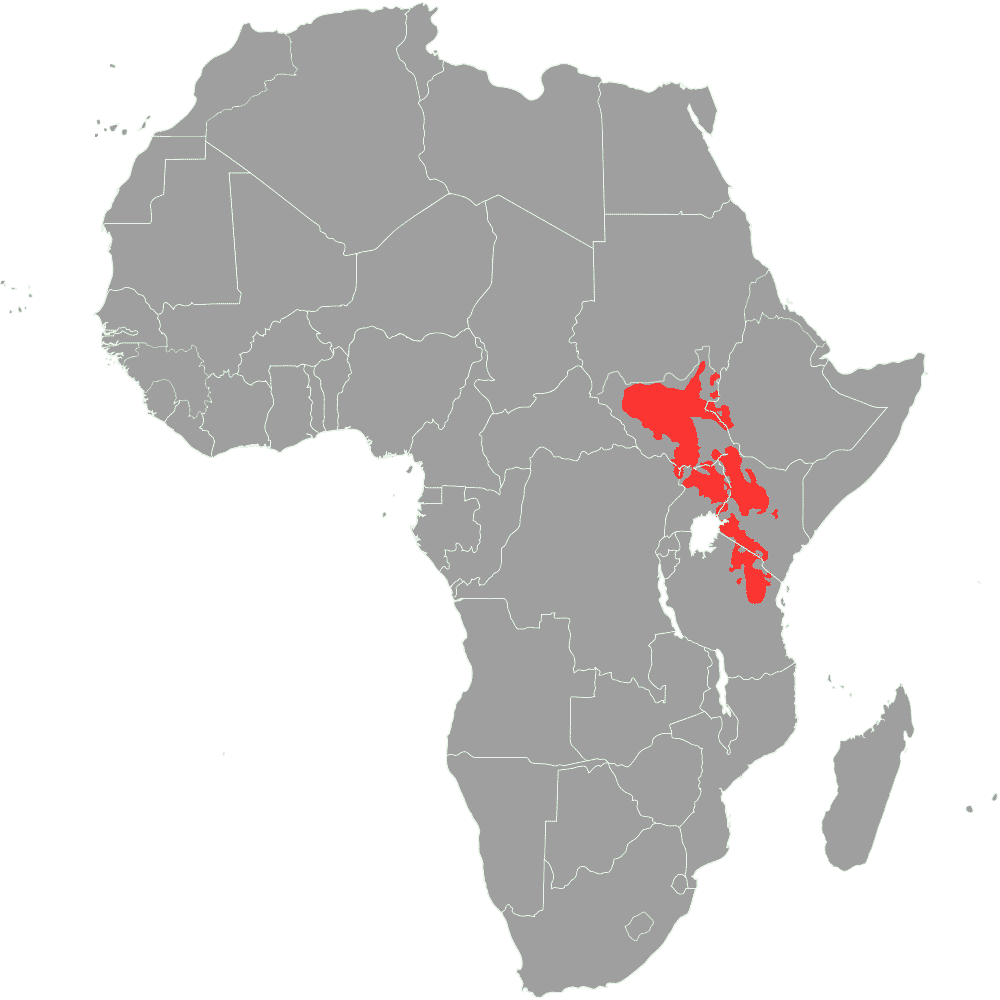
Áreas onde são faladas línguas nilóticas

Até o século XVI, Sudão do Sul foi principalmente habitada por povos de línguas sudanesas centrais. A evidência indica que os nilotas desde que os dincas, shilluk e luo conquistou o território. Estes grupos vieram dos territórios pantanosos de Sudd. Evidências arqueológicas indicam o surgimento de uma cultura baseada em transumância e que estava presente no território desde 3 000 a.C., e cultura local manteve-se estável e continuou a partir desse fato. centro de algumas cidades sudanês como mari e moru sobreviveram à conquista nilótica.
A expansão do Nilo parece ter começado no século XIV. Este período coincide com o colapso dos reinos cristãos núbios de Macúria e Alódia e a chegada de traficantes de escravos árabes e os comerciantes do território sudanês central. Região sul-sudanesa possam ter obtido novas raças de gado árabes. O arqueólogo Roland Oliver diz que o período teve no início da Idade do Ferro no Nilo. Esses fatores podem explicar por que os nilotas passaram a dominar o território.

### Shilluk

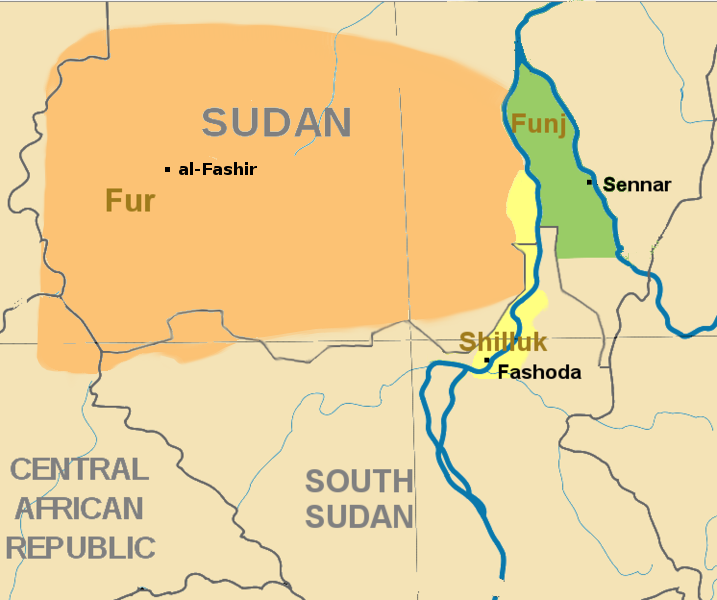
Os reinos de funje, shilluk, tegali e fur c.1800

O shilluk espalhou para o leste, em direção às margens do Nilo Branco, no século XVI, sob a liderança lendária Nyikang, disse que reinou sobre a shilluk entre 1490 e 1517, Shilluk ganhou o controle da margem do rio Kosti para Sudão norte-ocidental. Lá eles estabeleceram uma economia baseada na pecuária, a agricultura de grãos e de pesca, com pequenas aldeias espalhadas ao longo do rio. O Shilluk desenvolveu um sistema de agricultura intensiva e no século XVII suas terras tinham uma densidade populacional semelhante as terras egípcias do Nilo.
Enquanto os dincas foram isolados de seus vizinhos, o xiluques participou na arena internacional. Eles controlavam a margem oeste do Nilo Branco, mas o outro lado era controlada pelo sultanato de funje, e entre os dois povos conflitos ocorreram regularmente. Os xiluques poderiam fazer incursões rápidas no território inimigo, controlados por suas canoas e tráfegos fluviais no Nilo. O funje possuía um exército de cavalaria armada, o que lhes permitiu dominar as planícies do Sahel.
As tradições shilluk, falar do rei Odak Ocollo, que governou por volta de 1630 e travaram uma guerra de três décadas contra senar pelo controle das rotas comerciais do Nilo Branco. O Shilluk aliado com o sultanato de Darfur e o reino de takali contra funje, mas a capitulação da takali terminou a guerra em favor da funje. No final do século XVII, a shilluk e funje, foram aliados contra jieng, um ramo dos dincas que chegou ao poder na fronteira entre shilluk e funje. Enquanto isso, a estrutura política do shilluk, gradualmente centralizado em torno da figura de um rei (reth). O mais importante foi Reth Tugo, que governou entre 1690 e 1710 e estabeleceu a capital shilluk em Fashoda. Durante o século XVIII, também viu o colapso gradual de sultanato de funje, que deixou a shilluk controlar o Nilo Branco e de suas rotas comerciais. O poder militar da shilluk foi baseado no controle do rio.

### Zandes
Zandes, um povo não-nilótico que haviam migrado para o sul do Sudão, no século XVI, estabeleceu o maior estado na área. Zandes, foram o terceiro povo no sul do Sudão. Elas estão espalhadas pelo território dos Maridi, Yambio e Tambura no cinturão da floresta tropical de Equatória Ocidental e Baral Gazal. No século XVIII, a avungara invadiram o território zandes e rapidamente impôs sua autoridade. O poder da avungara em grande parte manteve-se estável até a chegada dos britânicos no final do século XIX. As barreiras geográficas naturais protegidos os sulistas, para o avanço do Islã, o que lhes permite preservar o seu patrimônio social e cultural, bem como as suas instituições políticas e religiosas. Permaneceram  dincas isolados nos pântanos de Sudd, o que lhes protegido contra invasões estrangeiras, sem a necessidade de um grande exército. Enquanto isso, o shilluk e zandes bari teve conflitos regulares com os países vizinhos.

## Século XIX

### Conquista otomana
Em 1821, o sultanato de Senar ficava ao norte, desmoronou na cara de uma invasão pelo Egito Otomano, sob a dinastia de Maomé Ali. Depois de consolidar seu controle sobre o norte do Sudão, as forças egípcias começaram a ir ao sul. Em 1827, Ali Khurshid Pasha conduziu uma força através das terras dincas e em 1830, conduziu uma expedição à junção do Nilo Branco e do Sobat. As missões mais bem-sucedidas foram lideradas pelo almirante Salim Qabudan, que entre 1839 e 1842 navegou o Nilo Branco, chegando tão longe ao sul como Juba moderno.
As forças egípcias tentaram estabelecer fortalezas e guarnições na região, mas a doença e a deserção forçaram seu rápido abandono. Embora foram reivindicados pelos quedivas do Egito, eles não tinham autoridade real sobre a região. Em 1851, sob a pressão das potências estrangeiras, o governo do Egito abriu a região para comerciantes e missionários europeus.
Os europeus encontraram uma grande oferta de marfim, mas descobriram que o local Bari tinha pouco interesse em qualquer coisa que eles estavam vendendo. Em consequência, os comerciantes giraram frequentemente à força, apreendendo o marfim, mesmo provado não ser econômico e os empreendimentos mercantes tiveram um pouco sucesso. Os missionários cristãos também estabeleceram postos na região, com o vicariato apostólico católico da África Central, cobrindo a região. Os missionários também tiveram pouco impacto sobre a região no início do século XIX.

### O império comercial de Zobair

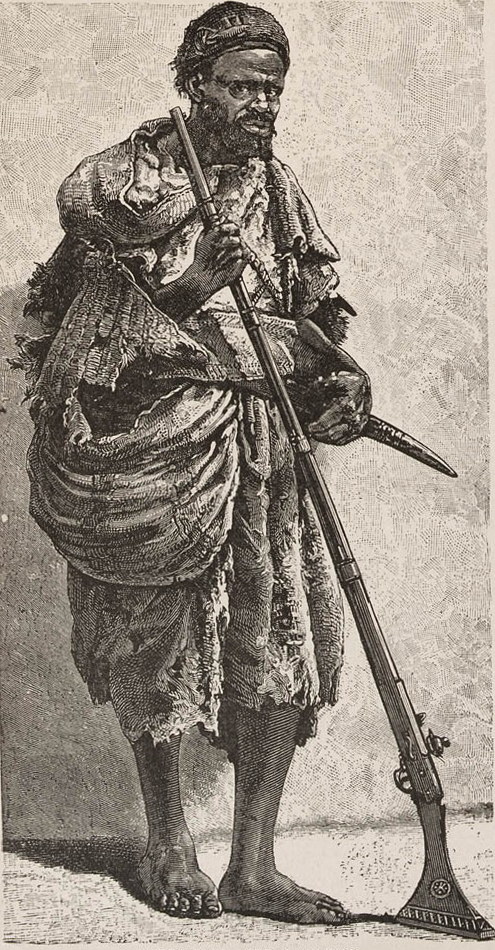
Uma ilustração de Zobair Rama Almançor, a partir de 1889

A falta de autoridade formal foi preenchida na década de 1850 por um conjunto de poderosos príncipes mercantes. No leste, Maomé Amade Alacade controla território, mas o mais poderoso foi Zobair que veio para controlar o Baral Gazal e outras partes do sul do Sudão. Zobair era um mercador de Cartum, que contratou seu próprio exército privado e marchou para o sul.
Ele montou uma rede de fortes negociados conhecidos como zaribas através da região, e a partir desses fortes controles do comércio local. O produto mais valioso era o marfim. Nos séculos anteriores, os comerciantes sudaneses não haviam colocado um alto preço no marfim, mas o período do regime egípcio coincidiu com um grande aumento na demanda global, enquanto os americanos da classe média e os europeus começaram a comprar pianos e bolas de bilhar.
Para gerenciar o comércio, Zobair precisava de trabalho, e assim também começou a capturar um número significativo de escravos. Para sua força mercenária, ele também recrutou um grande exército de escravos. Devido as disputas comerciais com o sultanato de Darfur Zobair entrou em guerra contra esse reino e em 1874, derrotou suas forças e matou Ibraim, o último Sultão de Pele.

### Equatória
O Quedivato do Egito, Ismail Paxá, estava preocupado com o crescente poder de Zobair estabeleceu a província de Equatória e planejava colonizar a área. Ismail contratou o explorador britânico Samuel Baker em 1869 para conhece a área, e forneceu-lhe soldados e financiamento generoso, mas Baker foi incapaz de estender o poder egípcio sobre a área.
Para dispor de Zobair Ismail despachou o líder mercenário Muhammed al-Bulalwi e prometeu-lhe a governação de Baral Gazal, se ele derrotou Zobair Em vez disso, Zobair derrotou os invasores e matou al-Bulalwi. Em 1873 Ismail assim concordou nomear Zobair como o regulador.
Ismail ainda era ameaçado por Zobair e sua base independente de poder. A mídia britânica também estava cheia de histórias sobre Zobair o "Rei Escravo". Em 1874, Charles George Gordon foi nomeado governador de Equatória. Em 1877, Zobair viajou para o Cairo para pedir para governador de Darfur também, mas foi colocado sob a prisão domiciliar por Ismail. Gordon derrotou o filho de Zobair terminando o controle dos comerciantes da região. Apesar disso, Gordon ainda não conseguiu exercer autoridade sobre qualquer território da região, além das terras imediatamente ao redor de suas raras fortes.
Em 1878, Gordon foi substituído por Emin Pasha (Eduard Schnitzer). A Guerra Mahdista não se espalhou para o sul, mas retirou o Sudão do Sul para o Egito, deixando Emin Pacha, isolado e sem recursos. Ele foi resgatado pela expedição em alívio de Emin Pasha Relief, liderada por Henry Morton Stanley.
Em 1889, Equatória foi conquistada pelos britânicos. As colônias importantes em Equatória, incluíram Lado, Gondokoro, Dufile e Wadelai. Em 1947, as esperanças britânicas de juntarem-se à parte sul do Sudão com Uganda, que foram destruídas pela Conferência de Juba, para unificar o norte e o sul do Sudão.

## Parte do Sudão (1956-2011)
A região foi negativamente afetada por duas guerras civis desde antes da independência do Sudão, resultando em sérias negligências, falta de desenvolvimento de infra-estrutura, grande destruição e deslocamento. Mais de 2,5 milhões de pessoas foram mortas e mais de cinco milhões foram deslocadas no exterior, enquanto outras foram deslocadas internamente, tornando-se refugiadas, como resultado da guerra civil e impactos relacionados à guerra.

### Primeira Guerra Civil Sudanesa
Em 1955, um ano antes do Sudão ter alcançado a independência, iniciou-se a Primeira Guerra Civil Sudanesa, com fins de conseguir representação e mais autonomia regional. Por dezessete anos, o governo sudanês lutou contra o exército rebelde, o Anyanya. Em 1971, o ex-tenente do exército Joseph Lagu reuniu todas as guerrilhas sob o seu Movimento para Libertação do Sudão do Sul (SSLM). Esta foi a primeira vez na história da guerra, que o movimento separatista teve uma estrutura de comando unificada para cumprir os objetivos de secessão e a formação de um estado independente no sul do Sudão.
Era também a primeira organização que poderia reivindicar para falar, e negociar em nome inteiro do sul. A mediação entre o Conselho Mundial de Igrejas (CMI) e a Conferência das Igrejas de Toda a África (AACC) levou eventualmente à assinatura do tratado de Adis Abeba em 1972, que estabeleceu a região autônoma para o sul do Sudão.

### Segunda Guerra Civil Sudanesa

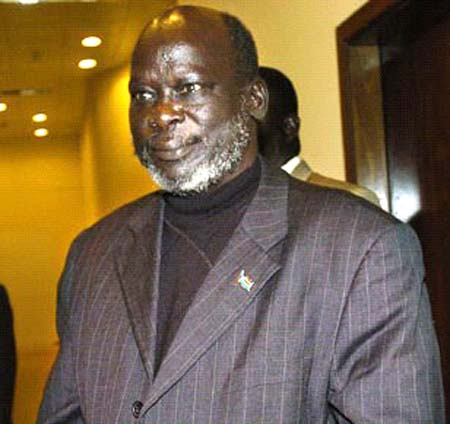
John Garang, fundou e liderou o Exército/Movimento Popular de Libertação do Sudão, através da Segunda Guerra Civil Sudanesa

Em 1983, o presidente do Sudão Gaafar Nimeiry declarou que todo o Sudão é um estado islâmico sob a lei Charia, incluindo a região não-islâmica do sul do país, onde a maioria da população é cristã e animista. A Região Autônoma do Sudão do Sul foi abolida em 5 de junho de 1983, pondo fim ao tratado de Adis Abeba. Em resposta da direta a isso, o Exército/Movimento Popular de Libertação do Sudão (SPLA/M) foi formada, sob a liderança de John Garang, e a Segunda Guerra Civil Sudanesa começou. Várias facções dividiram-se do SPLA, frequentemente ao longo de grupos étnicos e foram financiadas e armadas por Khartoum, com o mais notável sendo o SPLA-Nasir em 1991, conduzido por Riek Machar.
Como resultado das lutas internas, mais sulistas morreram nas mãos, um para os outros do que foram mortos pelos nortistas durante a guerra. No massacre de Bor, em 1991, cerca de 2000 civis foram mortos pelo SPLA-Nasir e civis armados em Nuer e outro estima-se que 25.000 morreram de fome resultante nos anos seguintes. Esta guerra durou vinte e dois anos (até 2005), tornando-se a mais longa guerra civil na África.

### Pós-Guerra Civil
Em 9 de janeiro de 2005, foi assinado em Nairóbi no Quênia, um Amplo Acordo de Paz, mediado pela Autoridade Intergovernamental para o Desenvolvimento (IGAD), bem como o IGAD-Partners, um consórcio de países doadores, e foi formado o Governo Autônomo do Sudão do Sul. Esse tratado possibilitou que John Garang exercesse simultaneamente as funções de vice-presidente do Sudão e presidente de governo, entre 9 de janeiro e 30 de julho de 2005, quando morreu, por um acidente aéreo, após o que a região passou a ser administrada por Salva Kiir Mayardit. Este acordo durou até 2011, quando o Sudão do Sul declarou sua independência.
De 9 a 15 de janeiro de 2011, as pessoas do sul do Sudão votaram sobre se deveriam romper com o Sudão e declarar sua independência. Em 30 de janeiro de 2011, os resultados mostraram que 98,83% da população votaram pela independência diante do Sudão.

## Independência (2011-)

Bandeira da República do Sudão do Sul

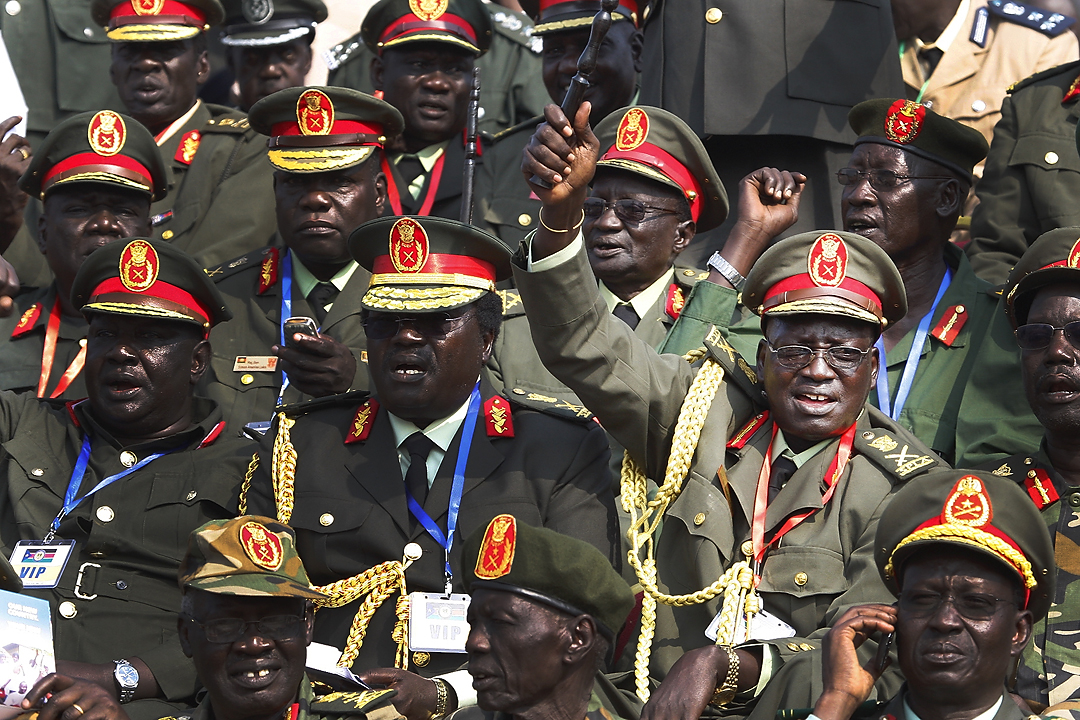
Generais do exército sul-sudanês em festividades da independência

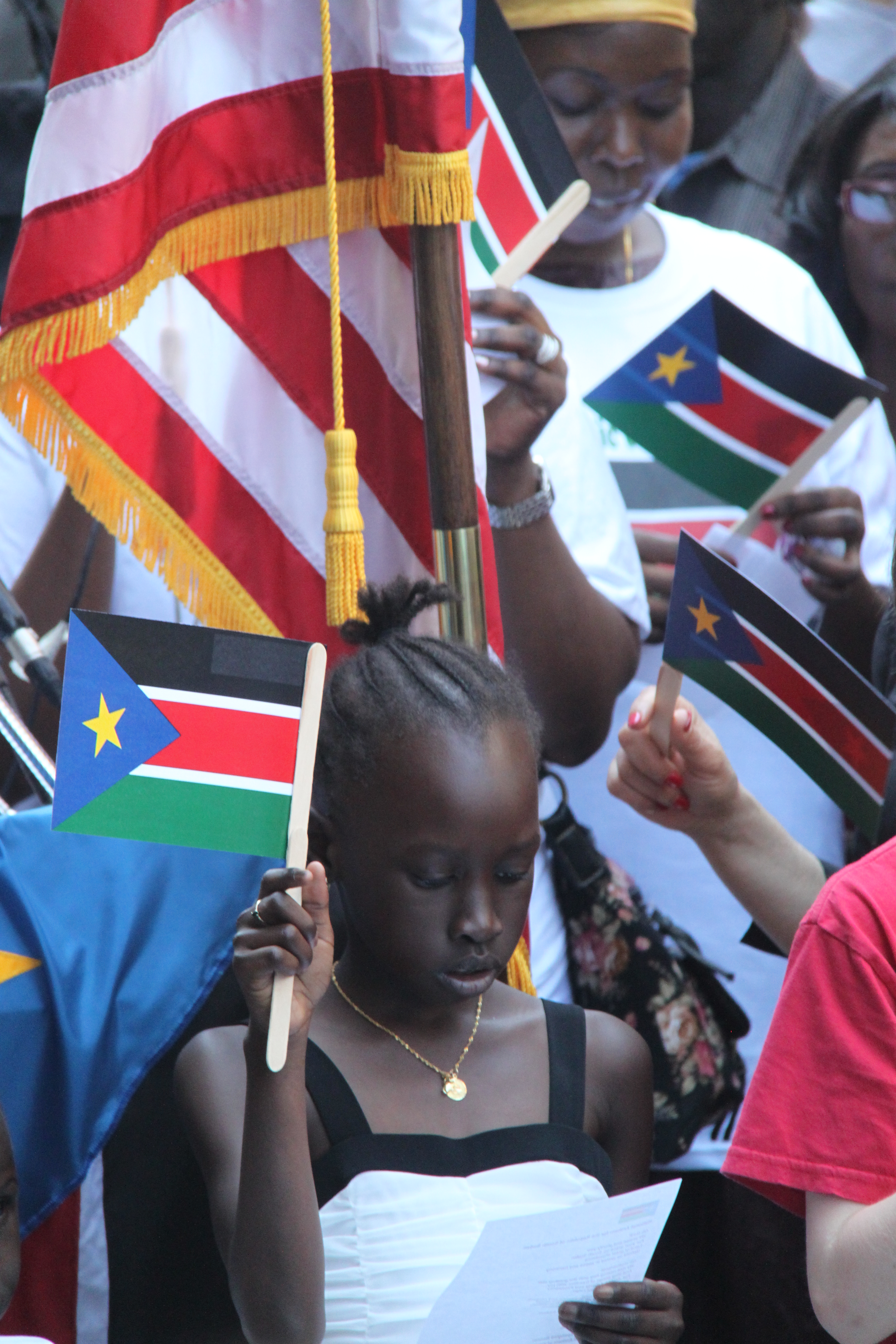
Uma menina sul-sudanesa em festividades da independência

À meia-noite de 9 de julho de 2011, o Sudão do Sul tornou-se um país independente sob o nome de República do Sudão do Sul. Em 14 de julho de 2011, o Sudão do Sul tornou-se o 193º estado membro das Organização das Nações Unidas. Em 28 de julho de 2011, o Sudão do Sul se juntou à União Africana como seu 54º estado membro.
Certos conflitos ainda subsistem com o Sudão, como a partilha das receitas petrolíferas, uma vez que cerca de 80% do petróleo do Sudão é do Sudão do Sul, o que representaria um potencial econômico surpreendente para uma das zonas mais carenciadas do mundo. A região de Abyei continua a ser disputada e um referendo separado deve ser realizado em Abyei sobre se eles querem se juntar ao norte ou ao sul do Sudão.

### Crise de Heglig
Em março de 2012, a Força Aérea Sudanesa bombardeou áreas do estado sul-sudanês Unidade, perto da fronteira da província sudanesa de Cordofão do Sul. As forças sul-sudanesas responderam, em apreendendo o campo petrolífero de Heglig em 10 de abril. As tropas sudanesas lançaram contra uma ofensiva e forçaram o Exército do Sudão do Sul, a retirar-se em nove dias mais tarde. Em 20 de abril, o sul do Sudão anunciou que tinha começado uma retirada gradual de Heglig, enquanto que o Sudão alegou que o tomou pela força. Depois, o presidente sudanês Omar al-Bashir realizou uma manifestação de vitória em Cartum.
No dia 22 de abril, mais lutas começaram na fronteira, enquanto soldados sudaneses apoiados por tanques e artilharia, lançaram três ondas de ataques a 10 km, dentro do Sudão do Sul. Pelo menos um soldado sul-sudanês foi morto e dois feridos no ataque.
As duas partes retomaram as negociações em junho de 2012 sob mediação do enviado Thabo Mbeki da União Africana.
Em 27 de setembro, o presidente sudanês Omar al-Bashir e o presidente sul-sudanês Salva Kiir Mayardit assinaram oito acordos em Adis Abeba, na Etiópia, que abriram caminho para retomar importantes exportações de petróleo e criar uma zona desmilitarizada de 10 km ao longo de sua fronteira. Os acordos permitem o retorno de 56 milhões de litros (350 mil barris) de petróleo do Sudão do Sul para o mercado mundial. Além disso, os acordos incluem um entendimento sobre os parâmetros a seguir em relação à demarcação de suas fronteiras, um acordo de cooperação econômica e um acordo para proteger os cidadãos uns dos outros. Certas questões permanecem e estão previstas para resolver futuras negociações. Ao mesmo tempo que o debate geral em 67ª sessão da Assembléia Geral das Nações Unidas no mesmo dia, Sudão do Sul estava programado para falar. O vice-presidente Riek Machar delineou quais acordos foram assinados, mas lamentou a falta de uma resolução sobre Abyei.
Em meados de março de 2013, ambos os países começaram a retirar suas forças da área da fronteira em um pouco para a criação de uma zona tampão desmilitarizada e retomar a produção de petróleo do Sudão do Sul para exportação, através do Sudão. No início de abril, o petróleo sul-sudanês começou a fluir através de gasodutos no Sudão novamente. Embora o presidente sudanês Omar al-Bashir tenha ameaçado cortar o trânsito de petróleo do seu país a partir do sul do Sudão, o presidente do Sudão do Sul, Salvar Kiir, o acusou de se mobilizar para a guerra e disse que não iria à guerra.

#### Conflito no Cordofão do Sul
Em 6 de junho de 2011, estourou o conflito armado entre as forças do norte e do sul do Sudão, antes da independência programada em 9 de julho do Sudão do Sul. Isto seguiu um acordo para que ambos os lados se retirem em Abyei.
Até o final de junho, vários interlocutores internacionais, incluindo as Organização das Nações Unidas, avançaram uma proposta para fundar 4.200 soldados etíopes em Abyei, para servir como forças de manutenção da paz.

### Conflito tribal
Na tentativa do SPLA/M de desarmar rebeliões entre Shilluk e Murle, eles queimaram dezenas de aldeias, estupraram centenas de mulheres e meninas e mataram um número incalculável de civis. Civis alegando tortura, que suas unhas foram arrancadas, queimando sacos de plástico pingando de crianças para fazer que seus pais entregarem suas armas e moradores queimados vivos em suas cabanas, se os rebeldes eram suspeitos de passar a noite lá. Em maio de 2011, o SPLA supostamente incendiou mais de 7.000 casas no estado Unidade. A ONU relata muitas dessas violações e o diretor frustrado de uma agência de ajuda internacional baseada em Juba os chama de "abusos dos direitos humanos fora da escala de Richter".
Em 2010, a CIA publicou um alerta de que "nos próximos cinco anos,... uma nova matança em massa ou genocídio é mais provável em ocorrer no sul do Sudão". Os combates interétnicos intensificaram-se em 2011 no estado Juncáli, Exército Branco de Nuer do Lou, Nuer e o Murle. O Exército Branco advertiu que também combateria as forças do Sudão do Sul e da ONU. O Exército Branco divulgou uma declaração para "exterminar toda a tribo Murle na face da terra como a única solução para garantir a segurança a longo prazo do gado de Nuer". Ativistas, incluindo o Minority Rights Group International, advertem sobre genocídio no atual conflito Juncáli.

### Rebelião e Guerra Civil
Na independência, o Sudão do Sul estava em guerra com pelo menos sete grupos armados. De acordo com números da ONU, os vários conflitos afetaram nove de seus dez estados, com dezenas de milhares de deslocados. O Exército de Resistência do Senhor (LRA) Joseph Kony também opera em uma vasta área que inclui Sudão do Sul. Os combatentes acusam o governo de conspirar para permanecer no poder indefinidamente, não representando e apoiando de forma justa todos os grupos tribais, negligenciando o desenvolvimento em áreas rurais.
O presidente Salva Kiir alegou que em 14 de dezembro de 2013, uma facção (em grande parte de Nuer) do Exército Popular de Libertação do Sudão leal ao ex-vice-presidente Riek Machar tentou um golpe de Estado e que a tentativa foi posta no dia seguinte. No entanto, a luta começou, inflamando a Guerra Civil Sul-Sudanesa. Machar negou tentar iniciar um golpe e fugiu, pedindo que Kiir renunciasse. Tropas ugandesas foram desdobradas para lutar ao lado do Kiir. As Nações Unidas têm forças de paz no país como parte da Missão das Nações Unidas no Sudão do Sul (UNMISS). Em janeiro de 2014 foi alcançado o primeiro acordo de cessar-fogo. Os combates continuaram e seriam seguidos por mais acordos de cessar-fogo. As negociações foram mediadas por "IGAD +" (que inclui as oito nações regionais, bem como a União Africana, Organização das Nações Unidas, China, União Europeia, EUA, Reino Unido e Noruega). Na sequência de um acordo de cessar-fogo em agosto de 2015, conhecido como "Acordo de Paz de Compromisso", Machar voltou a Juba e assumiu o cargo de vice-presidente. Após uma segunda fuga em Juba, Machar foi substituído como vice-presidente e ele fugiu para o Sudão e o conflito irrompeu novamente.
Havia matizes étnicos entre os dincas e Nueres nos combates. O conflito matou até 300.000 civis, incluindo notáveis atrocidades como o massacre de Bentiu em 2014. Cerca de 3 milhões de pessoas, 12 milhões foram deslocadas no país, com cerca de 2 milhões de deslocamentos internos e cerca de 1 milhão fugindo para países vizinhos, especialmente no Quénia, Sudão e Uganda.